# Phlyctaenia quebecensis
Phlyctaenia quebecensis là một loài bướm đêm trong họ Crambidae.